# دونالد جاكسون (سياسي)
دونالد جاكسون هو سياسي كندي، ولد في 23 يونيو 1930 في كندا. حزبياً، نشط في الحرب الديمقراطي الجديد لأونتاريو. وقد انتخب عضو برلمان مقاطعة أونتاريو.